# Municipio de Union (condado de Randolph, Carolina del Norte)
El municipio de Union (en inglés: Union Township) es un municipio ubicado en el  condado de Randolph en el estado estadounidense de Carolina del Norte. En el año 2010 tenía una población de 2.940 habitantes.

## Geografía
El municipio de Union se encuentra ubicado en las coordenadas 35°33′43.49″N 79°51′49.14″O / 35.5620806, -79.8636500.